# 大阪市信用金庫
大阪市信用金庫（おおさかししんようきんこ）は、かつて存在した信用金庫。大阪府大阪市中央区に本店を置いていた。略称は「市信」（ししん）。
大阪市内のほか、門真市、大東市、東大阪市、守口市、八尾市に支店を置いていた。

## 沿革
- 1927年（昭和2年）11月11日 - 大阪市昭和信用組合設立。
- 1946年（昭和21年）1月 - 大阪市商店会連盟信用組合と合併、大阪市民信用組合に改称。
- 1951年（昭和26年） - 信用金庫法に基づく信用金庫に転換、大阪市信用金庫に改組。
- 1993年（平成5年）10月 -　岸の里支店・桜川支店を旧東洋信用金庫から営業譲渡。
- 1997年（平成9年）11月 - 大阪中央信用金庫を合併。
- 1999年（平成11年）11月 - 市岡支店を旧不動信用金庫から営業譲受。
- 2008年（平成20年）6月 - 大阪府内に本店を置く信用金庫相互間ATM手数料無料サービス「しんきん大阪ゼロネット」を開始。
- 2009年（平成21年）11月24日 - 本店を、旧本店の西隣にある「元：野村證券大阪支店ビル」に移転[1]し、3カ所に分散していた本部機能を新本店に集約[2]。
- 2013年（平成25年）11月5日 - 大阪東信用金庫（八尾市）及び大福信用金庫（大阪市福島区）と対等合併し、存続金庫となる当金庫は大阪シティ信用金庫に改称[3][4]。

## ギャラリー

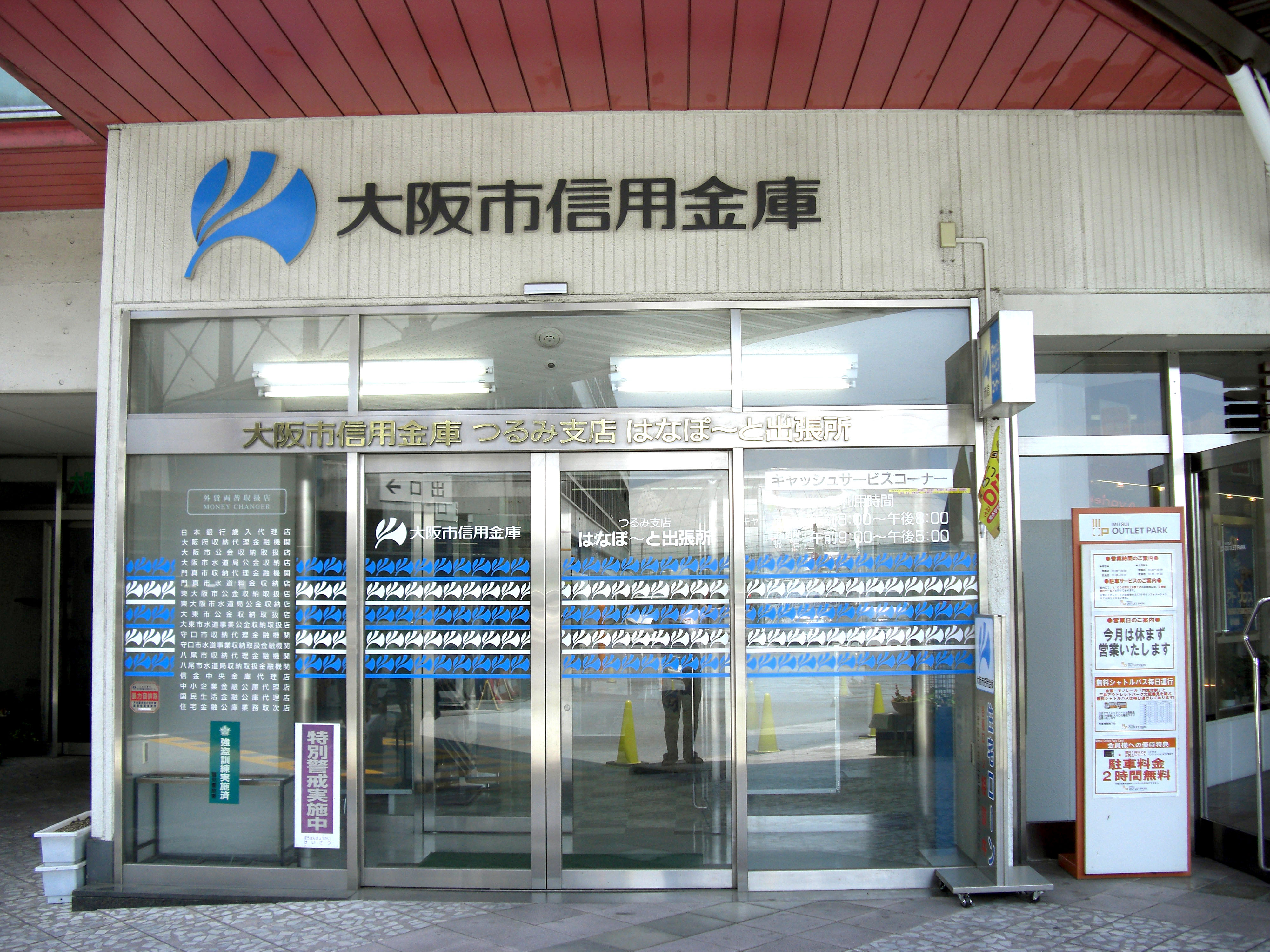
つるみ支店はなぽ～と出張所